# Luiso Saavedra
Luis Felipe Saavedra Rodríguez (La Orotava, Santa Cruz de Tenerife, España, 2 de noviembre de 1962) es un exfutbolista español que se desempeñaba como delantero.

## Clubes
| Club                | País   | Año       |
| ------------------- | ------ | --------- |
| Las Palmas Atlético | España | 1979-1980 |
| U. D. Las Palmas    | España | 1980-1988 |
| Elche C. F.         | España | 1988-1990 |
| Hércules C. F.      | España | 1990-1992 |
| U. D. Las Palmas    | España | 1992-1994 |